# Japan op de Olympische Winterspelen 1968
Tijdens de Olympische Winterspelen van 1968, die in Grenoble (Frankrijk) werden gehouden, nam Japan voor de achtste keer deel.

## Deelnemers en resultaten

### Alpineskiën
| Olympiër           | Discipline       | Resultaat | Prestatie                           |
| ------------------ | ---------------- | --------- | ----------------------------------- |
| Yoshiharu Fukuhara | afdaling (m)     | 54e       | 2.14,09 (+14,24)                    |
| Yoshiharu Fukuhara | reuzenslalom (m) | 50e       | 3.51,97 (+22,69)                    |
| Yoshiharu Fukuhara | slalom (m)       | dnq       | niet geplaatst voor finalewedstrijd |
| Yoshinari Kida     | reuzenslalom (m) | dq-1      | diskwalificatie run 1               |
| Yoshinari Kida     | slalom (m)       | dnq       | niet geplaatst voor finalewedstrijd |
| Hitonari Maruyama  | afdaling (m)     | 59e       | 2.18,04 (+18,19)                    |
| Juichi Maruyama    | afdaling (m)     | 64e       | 2.19,33 (+19,48)                    |
| Tsuneo Noto        | afdaling (m)     | 45e       | 2.10,32 (+10,47)                    |
| Tsuneo Noto        | reuzenslalom (m) | 40e       | 3.46,65 (+17,37)                    |
| Tsuneo Noto        | slalom (m)       | dnq       | niet geplaatst voor finalewedstrijd |
| Tomio Sasaki       | reuzenslalom (m) | 47e       | 3.50,15 (+20,87)                    |
| Tomio Sasaki       | slalom (m)       | dnq       | niet geplaatst voor finalewedstrijd |
|                    |                  |           |                                     |
| Mihoko Otsue       | afdaling (v)     | 34e       | 1.51,60 (+10,73)                    |
| Mihoko Otsue       | reuzenslalom (v) | 36e       | 2.10,56 (+18,59)                    |
| Mihoko Otsue       | slalom (v)       | 31e       | 1.51,37 (+25,51)                    |

### Biatlon
| Olympiër                                             | Discipline             | Resultaat | Prestatie                                                                            |
| ---------------------------------------------------- | ---------------------- | --------- | ------------------------------------------------------------------------------------ |
| Miki Shibuya                                         | 20 km (m)              | 28e       | 1:27.37,1 (+13.51,2) pen.: 6                                                         |
| Isao Ono                                             | 20 km (m)              | 33e       | 1:28.47,8 (+15.01,9) pen.: 8                                                         |
| Shozo Okuyama                                        | 20 km (m)              | 34e       | 1:28.51,0 (+15.05,1) pen.: 7                                                         |
| Hajime Yoshimura                                     | 20 km (m)              | 43e       | 1:32.05,5 (+18.19,6) pen.: 9                                                         |
| Isao Ono Miki Shibuya Shozo Okuyama Hajime Yoshimura | 4x7,5 km estafette (m) | 13e       | 2:35.21,0 (+22.18,6) pen.: 9 (2 / 0 / 5 / 2) (38.42,3 / 39.07,5 / 39.05,1 / 38.26,1) |

### Kunstrijden
| Olympiër         | Discipline | Resultaat | Prestatie                |
| ---------------- | ---------- | --------- | ------------------------ |
| Tsuguhiko Kozuka | mannen     | 21e       | pc. 189,0; 1584,0 punten |
| Yutaka Higuchi   | mannen     | 25e       | pc. 218,0; 1529,6 punten |
| Kumiko Okawa     | vrouwen    | 8e        | pc. 61,0; 1763,6 punten  |
| Kazumi Yamashita | vrouwen    | 14e       | pc. 139,0; 1639,0 punten |
| Haruko Ishida    | vrouwen    | 26e       | pc. 218,0; 1552,7 punten |

### Langlaufen
| Olympiër                                               | Discipline            | Resultaat | Prestatie                                                    |
| ------------------------------------------------------ | --------------------- | --------- | ------------------------------------------------------------ |
| Akiyoshi Matsuoka                                      | 15 km (m)             | 53e       | 54.46,2 (+6.52,0)                                            |
| Hiroshi Ogawa                                          | 15 km (m)             | 65e       | 59.55,4 (+12.01,2)                                           |
| Sotoo Okushiba                                         | 50 km (m)             | 38e       | 2:45.09,4 (+16.23,6)                                         |
| Kazuo Sato                                             | 15 km (m)             | dnf       | opgave                                                       |
| Kazuo Sato                                             | 30 km (m)             | 45e       | 1:46.12,4 (+10.33,2)                                         |
| Tokio Sato                                             | 15 km (m)             | 50e       | 53.41,2 (+5.47,0)                                            |
| Tokio Sato                                             | 30 km (m)             | 33e       | 1:43.13,8 (+7.34,6)                                          |
| Tokio Sato                                             | 50 km (m)             | 29e       | 2:40.00,5 (+11.14,7)                                         |
| Tokio Sato Sotoo Okushiba Kazuo Sato Akiyoshi Matsuoka | 4x10 km estafette (m) | 10e       | 2:20.54,8 (+12.21,3) (33.38,4 / 35.14,4 / 35.04,5 / 36.57,5) |
|                                                        |                       |           |                                                              |
| Fujiko Kato                                            | 5 km (v)              | 32e       | 18.28,2 (+1.43,0)                                            |
| Fujiko Kato                                            | 10 km (v)             | 23e       | 40.40,0 (+3.53,5)                                            |

### Noordse combinatie
| Olympiër         | Discipline | Resultaat | Prestatie                                     |
| ---------------- | ---------- | --------- | --------------------------------------------- |
| Hiroshi Itagaki  | mannen     | 10e       | 414,65 punten schans: 237,4 p 15 km: 177,25 p |
| Akemi Taniguchi  | mannen     | 23e       | 383,14 punten schans: 224,4 p 15 km: 158,74 p |
| Katsutoshi Okubo | mannen     | 24e       | 382,23 punten schans: 194,8 p 15 km: 187,43 p |
| Masatoshi Suto   | mannen     | 31e       | 359,03 punten schans: 183,0 p 15 km: 176,03 p |

### Schaatsen
| Olympiër         | Discipline   | Resultaat | Prestatie         |
| ---------------- | ------------ | --------- | ----------------- |
| Tamio Dejima     | 500 m (m)    | 33e       | 42,6 (+2,3)       |
| Yoshiaki Demachi | 5000 m (m)   | 21e       | 7.55,6 (+33,2)    |
| Yoshiaki Demachi | 10.000 m (m) | 22e       | 16.54,6 (+1.31,0) |
| Takayuki Hida    | 500 m (m)    | 37e       | 42,9 (+2,6)       |
| Tadao Ishihata   | 1500 m (m)   | 30e       | 2.12,7 (+9,3)     |
| Tadao Ishihata   | 5000 m (m)   | 22e       | 7.55,8 (+33,4)    |
| Mutsuhiko Maeda  | 1500 m (m)   | 40e       | 2.14,8 (+11,4)    |
| Mutsuhiko Maeda  | 5000 m (m)   | 33e       | 8.08,3 (+45,9)    |
| Hirofumi Otsuka  | 10.000 m (m) | 28e       | 17.38,8 (+2.15,2) |
| Keiichi Suzuki   | 500 m (m)    | 8e        | 40,8 (+0,5)       |
| Keiichi Suzuki   | 1500 m (m)   | 31e       | 2.13,1 (+9,7)     |
| Masaki Suzuki    | 500 m (m)    | 15e       | 41,2 (+0,9)       |
| Masaki Suzuki    | 1500 m (m)   | 40e       | 2.14,8 (+11,4)    |
|                  |              |           |                   |
| Kaname Ide       | 500 m (v)    | 27e       | 50,0 (+3,9)       |
| Kaname Ide       | 1500 m (v)   | 23e       | 2.34,2 (+11,8)    |
| Kaname Ide       | 3000 m (v)   | 21e       | 5.27,9 (+31,7)    |
| Jitsuko Saito    | 1500 m (v)   | 26e       | 2.36,6 (+14,2)    |
| Jitsuko Saito    | 3000 m (v)   | 20e       | 5.27,8 (+31,6)    |
| Sachiko Saito    | 500 m (v)    | dnf       | opgave            |
| Sachiko Saito    | 1000 m (v)   | 26e       | 1.41,0 (+8,4)     |
| Sachiko Saito    | 1500 m (v)   | 18e       | 2.31,4 (+9,0)     |
| Misae Takeda     | 500 m (v)    | 25e       | 49,4 (+3,3)       |
| Misae Takeda     | 1000 m (v)   | 25e       | 1.40,4 (+7,8)     |

### Schansspringen
| Olympiër         | Discipline         | Resultaat | Prestatie                  |
| ---------------- | ------------------ | --------- | -------------------------- |
| Seiji Aochi      | grote schans (m)   | 26e       | 185,0 punten (90,5+87,5m)  |
| Masakatsu Asari  | normale schans (m) | 47e       | 169,8 punten (72,5+59,5m)  |
| Takashi Fujisawa | normale schans (m) | 26e       | 194,5 punten (73,0+71,0m)  |
| Takashi Fujisawa | grote schans (m)   | 18e       | 192,7 punten (101,0+82,5m) |
| Yukio Kasaya     | normale schans (m) | 23e       | 196,4 punten (71,0+72,0m)  |
| Yukio Kasaya     | grote schans (m)   | 20e       | 191,1 punten (91,0+88,5m)  |
| Akitsugu Konno   | normale schans (m) | 24e       | 196,3 punten (72,5+69,5m)  |
| Akitsugu Konno   | grote schans (m)   | 20e       | 191,1 punten (91,5+90,5m)  |

### IJshockey
| Olympiër | Discipline | Resultaat | Prestatie |
| --- | ---------- | --------- | --- |
| Toshimitsu Otsubo Katsuji Morishima Isao Asai Michihiro Sato Takaaki Kaneiri Hisashi Kasai Toru Itabashi Kenji Toriyabe Minoru Ito Takeshi Akiba Kimihisa Kudo Mamoru Takashima Koji Iwamoto Yutaka Ebina Takao Hikigi Toru Okajima Kazuo Matsuda Nobuhiro Araki | mannen     | 10e       | B-groep (9e-14e plaats): 1 - 5 Japan - Joegoslavië 4 - 0 Japan - Noorwegen 5 - 4 Japan - Roemenië 11 - 1 Japan - Oostenrijk 6 - 2 Japan - Frankrijk |

Argentinië · Australië · Bondsrepubliek Duitsland · Bulgarije · Canada · Chili · Denemarken · Duitse Democratische Republiek · Finland · Frankrijk · Griekenland · Groot-Brittannië · Hongarije · IJsland · India · Iran · Italië · Japan · Joegoslavië · Libanon · Liechtenstein · Marokko · Mongolië · Nederland · Nieuw-Zeeland · Noorwegen · Oostenrijk · Polen · Roemenië · Sovjet-Unie · Spanje · Tsjecho-Slowakije · Turkije · Verenigde Staten · Zuid-Korea · Zweden · Zwitserland